# Змеев, Василий Семёнович
Василий Семёнович Змеев (1656 — после 1716) — комнатный стольник и думный дворянин во времена правления Фёдора Алексеевича, Ивана V Алексеевича, правительницы Софьи Алексеевны и Петра I Алексеевича. 
Из дворянского рода Змеевых. Сын воеводы Семёна Даниловича Змеева. Внук Данилы Семёновича Змеева, который был женат на Аграфене Ивановне Нарышкиной, тётке царицы Натальи Кирилловны и тем самым, являлся царской роднёй.

## Биография
Комнатный стольник царевичей Алексея и Фёдора Алексеевичей. Во время коронации царя Фёдора Алексеевича (18 июля 1676) стоял со стряпнёй и стлал ковры у дверей. Пожалован думным дворянином (с 26 июня 1682-1692). Сопровождал обоих царей в богомольных и загородных походах (1684-1690). Дневал и ночевал при гробе царя Ивана V Алексеевича (1696). Участвовал в крестных ходах (1684-1699). Ко 2-м Азовскому походу выстроил за свой счёт корабли: "Борколонь", "Кумпанства" и совместно со средствами князя Ивана Борисовича Троекурова корабль "Единорог".
Год смерти В.В. Руммель указывает (после 1705), А.А. Половцев (после 1716).

## Семья
От брака с неизвестной имел двух дочерей, одна из них была замужем за князем Солнцевым-Засекиным. другая — за князем Владимиром Владимировичем Долгоруковым.